# Luan He
Der Fluss Luan He bzw. Luan-Fluss (灤河 / 滦河,  Luán Hé) ist ein Fluss im Nordosten der chinesischen Provinz Hebei.
Er ist 833 km lang. Von seiner Quelle in der Provinz Hebei aus fließt er zunächst nordwärts in die Innere Mongolei und dann südöstlich zurück nach Hebei. Er mündet zwischen den Kreisen Laoting und Changli in den Golf von Bohai (Bo Hai). Zwischen den Städten Chengde und  Qianxi liegen die Stauseen von Panjiakou (潘家口水库,  Panjiakou shuǐkù) und Daheiting (大黑汀水库,  Dàheiting shuǐkù).